# Jonasz Kofta
Jonasz Kofta (n. 28 noiembrie 1942, Mizoci, Raionul Zdolbuniv, RSS Ucraineană, URSS – d. 19 aprilie 1988, Varșovia, Polonia) a fost un poet, dramaturg, satiric și cântăreț polonez.

## Biografie
Jonasz Kofta s-a născut în timpul celui de-al Doilea Război Mondial. Tatăl său era origine evreiască, însă a reușit să evite represiunile din partea naziștilor. După război, familia Kofta a fost forțată să se mute în Polonia Centrală , unde a trăit mai întâi la Wrocław, iar mai târziu în Poznań. Jonasz a dat bacalaureatul la Liceul Artistic din Poznań și a început să studieze pictura la Academia Artelor Frumoase din Varșovia. În acest timp a scris primele poeme și scenarii pentru cabaret. Împreună cu Adam Kreczmar și Jan Pietrzak a înființat clubul studențesc Hybrydy și cabaretul cu același nume, al cărui director literar a devenit. Începând cu 1966, poemele, piesele și satirele au început a fi publicate în ziare. Între 1968 și 1980 a lucrat în cabaretul Pod Egidą, unul dintre cele mai populare de atunci. În anile '80 i-au apărut probleme cu sănătatea, incluzând cancer. A murit înecându-se cu mâncare.